# Barlowlinse

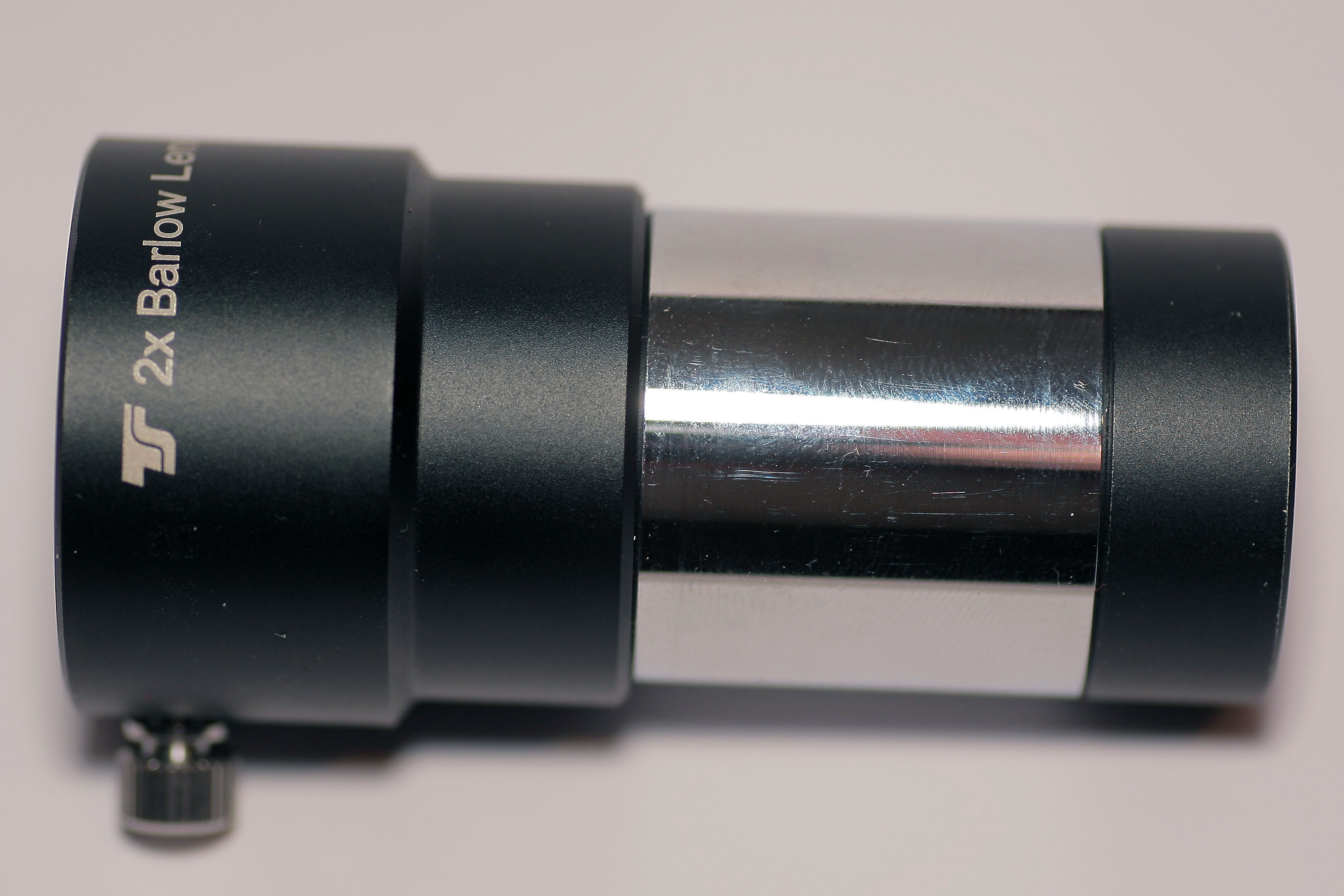
Eine Barlowlinse mit 1,25 Zoll Durchmesser

Strahlengang ohne (rot) und mit (grün) der Barlowlinse (detailliertere Darstellung)

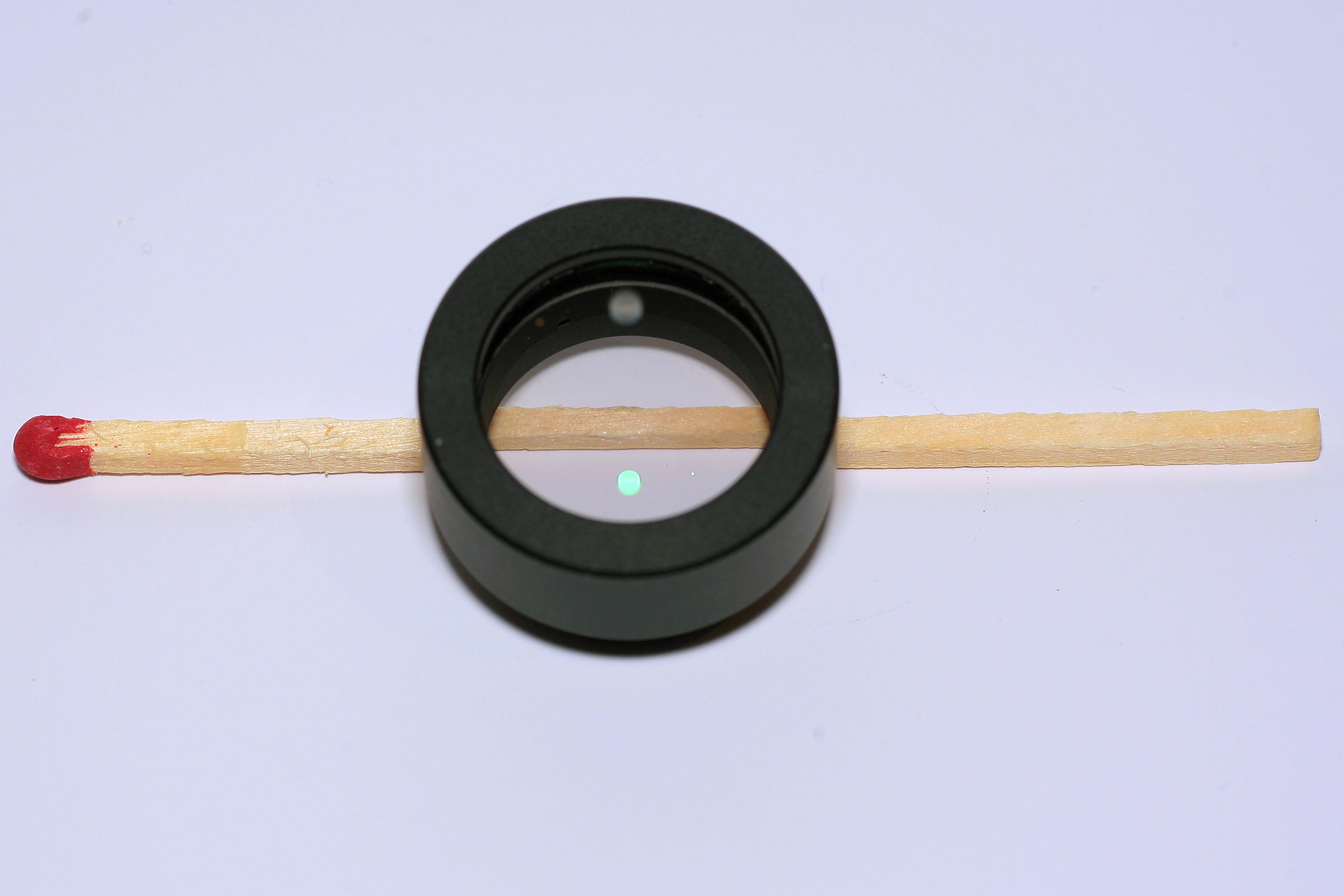
Das Barlow-Element ohne Distanzrohr

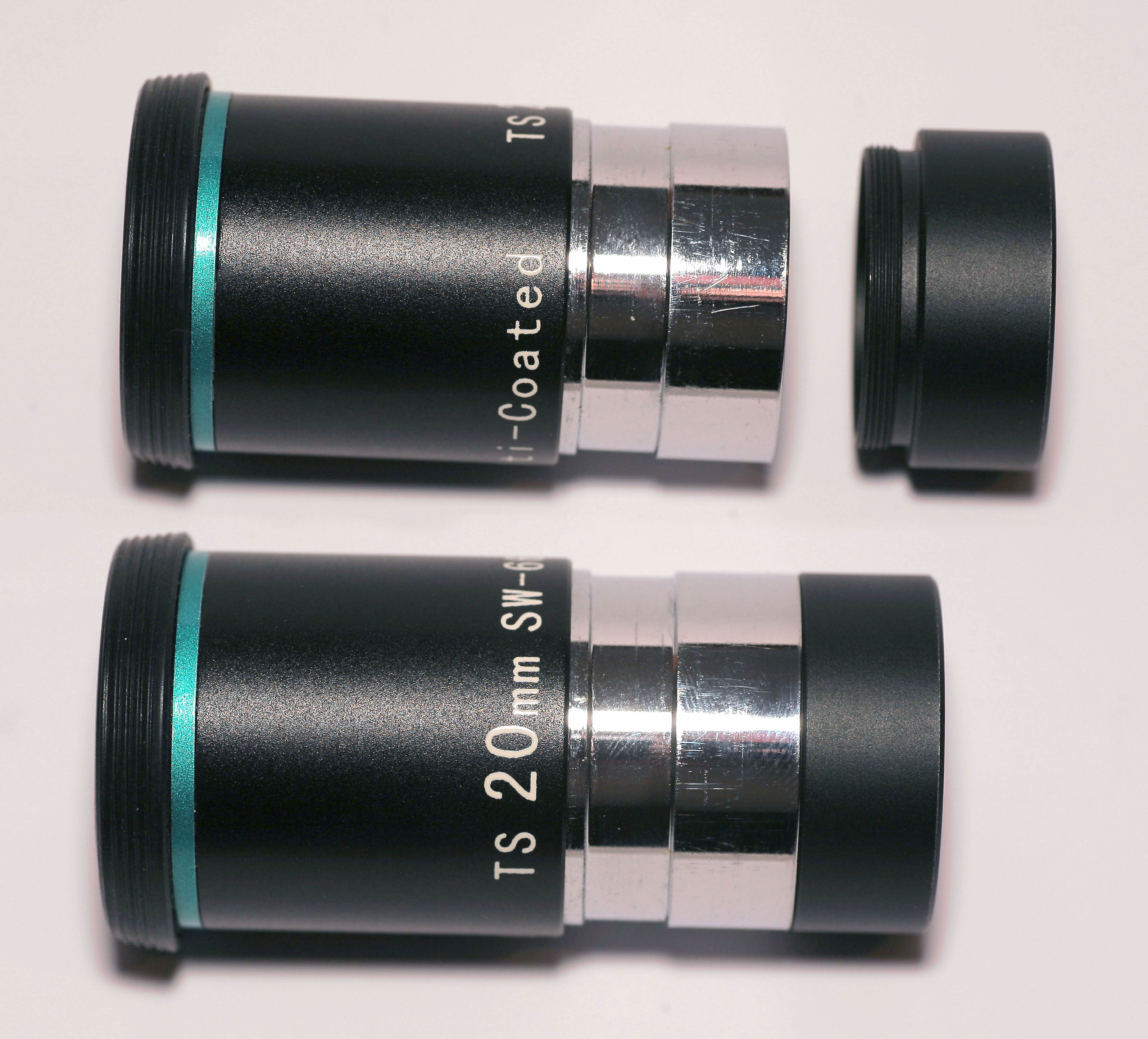
Barlowlinse am Okular

Die Barlowlinse ist eine nach ihrem Erfinder Peter Barlow benannte Linse, die die Brennweite und somit die Vergrößerung eines Teleskops oder Mikroskops erhöht. Sie wird vor dem Okular in den Okularauszug gesteckt. Bei der Barlowlinse handelt es sich um eine Zerstreuungslinse. Übliche Barlowlinsen verdoppeln oder verdreifachen die effektive Brennweite eines Objektivs. Gedanklich kann die Barlowlinse auch zum Okular gerechnet werden, sie reduziert dann die Brennweite des Okulars.

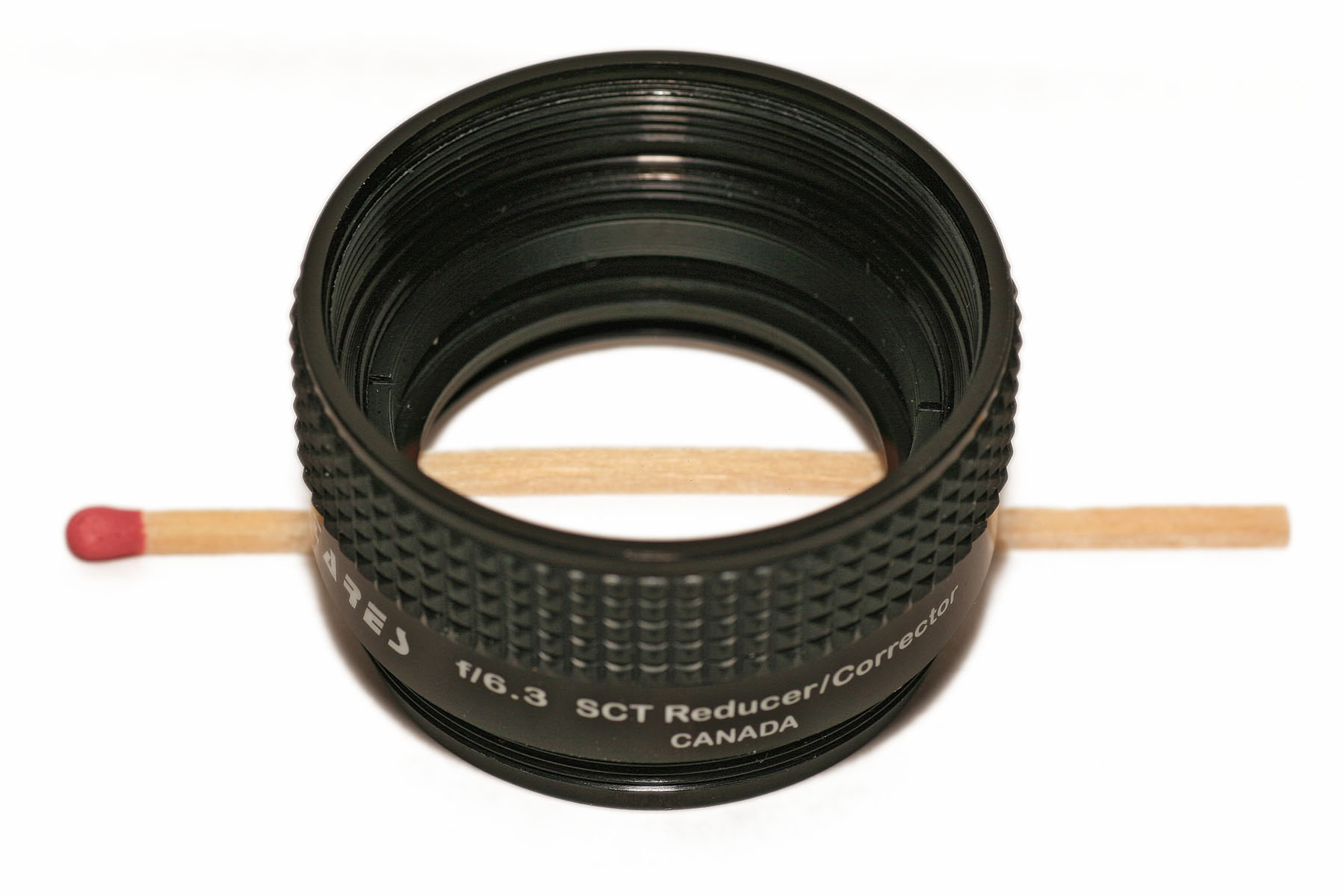
Shapleylinse

Das Gegenteil einer Barlowlinse ist eine sogenannte Shapleylinse (nach Harlow Shapley), die die effektive Brennweite verkürzt und gleichzeitig die Lichtstärke erhöht. Die Shapleylinse ist eine Sammellinse.
Die Barlowlinse kann aus einer einzelnen Linse bestehen oder auch aus zwei oder mehr verkitteten Linsen, um die Abbildungsgüte zu verbessern, insbesondere um Farbfehler zu korrigieren. Trotzdem ergeben sich bei ungeeigneter Kombination von Okular und Barlowlinse reduzierte Sichtfelder oder andere Abbildungsfehler. Aus diesem Grund verwendet man besser ein Okular bereits geeigneter Brennweite als ein Okular mit ungeeigneter Brennweite, das durch eine Barlowlinse angepasst wird. Ein hochwertiges Okular geeigneter Brennweite hat mindestens dieselbe Abbildungsgüte wie die Kombination von zwei Komponenten. Selbst wenn die Barlowlinse auf das verwendete Okular angepasst wurde, fügt sie zusätzliche Linsen und somit Oberflächen in den Strahlengang ein, die zusätzliche Reflexion und Absorption verursachen.
In der Fotografie werden ähnliche Baugruppen verwendet, um die Brennweite von Objektiven zu ändern, sie heißen dort Telekonverter. Sie enthalten meist – um eine hohe optische Qualität zu gewährleisten – mehrere Linsengruppen.

## Verwendung
Die Barlowlinse befindet sich am Ende eines längeren Rohres, des sog. Distanzrohres. Dessen Länge zusammen mit der Brennweite der Linse bestimmt die Vergrößerungswirkung. Der eigentliche Linsenkörper kann in den meisten Fällen vom Distanzrohr getrennt werden und z. B. direkt an die Feldseite eines Okulars angeschraubt werden. Dies vermindert jedoch die Vergrößerungswirkung von z. B. 2-fach auf 1,4-fach.
Einige Okulare haben standardmäßig eine Barlowlinse eingebaut, z. B. in die Steckhülse. Bei solchen Okularen (oder anderen, die ein anderes brennweitenveränderndes Element verbaut haben), sollte auf den Einsatz einer weiteren Barlowlinse verzichtet werden, da sonst die Bildqualität zu stark darunter leidet. Außerdem gibt es oft mechanische Probleme, da die vordersten Linsenelemente zu dicht am Gewinde liegen und das Barlow-Element berühren könnten.
Handelsüblich werden sowohl Barlow- als auch Shapleylinse mit Angaben wie ‚2x‘ oder ‚0,55x‘ angeboten. Dies bedeutet, dass die Brennweite verdoppelt oder mit dem Faktor 0,55 zu multiplizieren ist. Der Wert gilt allerdings nur zusammen mit ganz bestimmten sonstigen Okular- oder Fotoadaptern. Beide Linsentypen können sowohl für die visuelle Beobachtung als auch für die Fotografie verwendet werden. Bei der Fotografie gilt für die Vergrößerung der Abbildung gegenüber demselben Objektiv ohne Barlowlinse:
{\displaystyle v=1-{\frac {a}{f}}}
Dabei bedeutet f die Brennweite der Linse, und a den Abstand zwischen (Barlow-)Linse und Abbildungsebene. Bei einer Barlowlinse (Zerstreuungslinse, f < 0) ergibt sich v > 1 und somit eine Verlängerung der effektiven Brennweite des optischen Gesamtsystems. Bei einer Shapleylinse (Sammellinse, f > 0) ergibt sich v < 1, also eine Verkürzung der effektiven Brennweite des Gesamtsystems.

## Barlow-Linsen in der Fotografie
Bei Telekonvertern in der Fotografie handelt es sich um Barlow-Linsen. Üblich sind Vergrößerungsfaktoren zwischen 1,4 und 2.
Siehe Telekonverter.